# Đội tuyển bóng đá Olympic Vương quốc Liên hiệp Anh và Bắc Ireland
Đội tuyển bóng đá Olympic Vương quốc Liên hiệp Anh và Bắc Ireland là đội tuyển bóng đá nam đại diện cho Vương quốc Anh tại Thế vận hội Mùa hè (nơi đội thi đấu với tư cách là Vương quốc Anh, hiện có thương hiệu là Đội GB). Đội được tổ chức bởi Hiệp hội bóng đá Anh với tư cách là đại diện bóng đá nam của Hiệp hội Olympic Anh. Đội chỉ thi đấu trong Thế vận hội Olympic. Trong các giải đấu bóng đá quốc tế khác, Home Nations của Vương quốc Anh được đại diện bởi các đội tuyển quốc gia của họ, một tình huống có từ trước khi thành lập đội GB.
Đội lần đầu tiên thi đấu tại giải đấu do FA tổ chức cho Thế vận hội năm 1908 được tổ chức tại Luân Đôn, đây là trận đấu đầu tiên có sự góp mặt của các đội đại diện sử dụng các cầu thủ được tuyển chọn trên toàn quốc (các trận đấu trước đó vào năm 1900 và 1904 sử dụng các đội câu lạc bộ). Đội này và hai đội tiếp theo vào năm 1912 và 1920 chỉ có các cầu thủ nghiệp dư người Anh và được một số người coi chỉ là phần mở rộng của đội nghiệp dư Anh, được thành lập vào năm 1906 để đáp ứng sự phát triển của trò chơi chuyên nghiệp. Trong giai đoạn này, đội đã giành huy chương vàng tại các giải đấu năm 1908 và 1912, mặc dù bị loại ở Vòng 1 năm 1920. Tranh chấp giữa FA và FIFA về việc bao gồm các chuyên gia đã khiến FA rút khỏi bóng đá Olympic vào năm 1924 và 1928, và chứng kiến không có môn bóng đá nào tại Thế vận hội năm 1932.
Sau sự thành lập của Giải vô địch bóng đá thế giới, người ta đã đồng ý rằng bóng đá Olympic sẽ trở thành nghiệp dư độc quyền, dẫn đến việc đội thi đấu lại trong Thế vận hội năm 1936, lần này kết hợp các cầu thủ từ các quốc gia Home Nations khác. Sau thời gian tạm nghỉ do Thế chiến II, đội sau đó đã thi đấu mọi trận đấu từ năm 1948 đến năm 1972, mặc dù không đủ điều kiện tham dự giải đấu chính sau năm 1960. Trong giai đoạn này, thành tích tốt nhất của đội là hạng tư vào năm 1948 tại Thế vận hội lần thứ hai được tổ chức ở Luân Đôn, dưới sự dẫn dắt của huấn luyện viên Matt Busby.
Sau khi FA bãi bỏ sự phân biệt giữa các cầu thủ nghiệp dư và chuyên nghiệp vào năm 1974, nó đã ngừng tham gia vào một đội. Đến Thế vận hội Mùa hè 1992, các đội có thể sử dụng các cầu thủ chuyên nghiệp, nhưng bị hạn chế đối với những cầu thủ dưới 23 tuổi, mỗi đội chỉ được phép có ba cầu thủ quá tuổi. Bất chấp sự thay đổi này, Vương quốc Anh đã không tham gia một lần nào nữa cho đến khi Luân Đôn giành quyền đăng cai Thế vận hội Mùa hè 2012. FA đã tổ chức đội, với Stuart Pearce được bổ nhiệm làm huấn luyện viên. Một đội nữ của Vương quốc Anh cũng đã thi đấu tại Thế vận hội 2012 và 2020.

## Lịch sử

### Cải cách cho Luân Đôn 2012

#### Thế vận hội
Trận đấu đầu tiên của Vương quốc Anh là trận hòa 1-1 với Sénégal tại sân vận động Old Trafford ở Manchester vào ngày 26 tháng 7. Craig Bellamy đã ghi bàn cho Vương quốc Anh trong hiệp một, nhưng Pape Moussa Konaté đã ghi bàn gỡ hòa cho Sénégal từ một pha phản công ở phút thứ 82. Trận đấu thứ hai của họ là chiến thắng 3–1 trước Các Tiểu vương quốc Ả Rập Thống nhất tại Sân vận động Wembley. Cú đánh đầu của Ryan Giggs đưa Vương quốc Anh vượt lên dẫn trước, trước khi Ahmad Ali gỡ hòa, để rồi Scott Sinclair giành lại lợi thế dẫn trước với pha chạm bóng đầu tiên của trận đấu sau khi vào sân thay người, và vài phút sau, người vào sân thay người Daniel Sturridge đã chọc thủng lưới thủ môn của UAE để nâng tỷ số lên 3–1. Sturridge lại ghi bàn trong chiến thắng 1–0 trước Uruguay trong trận đấu cuối cùng vòng bảng của họ.

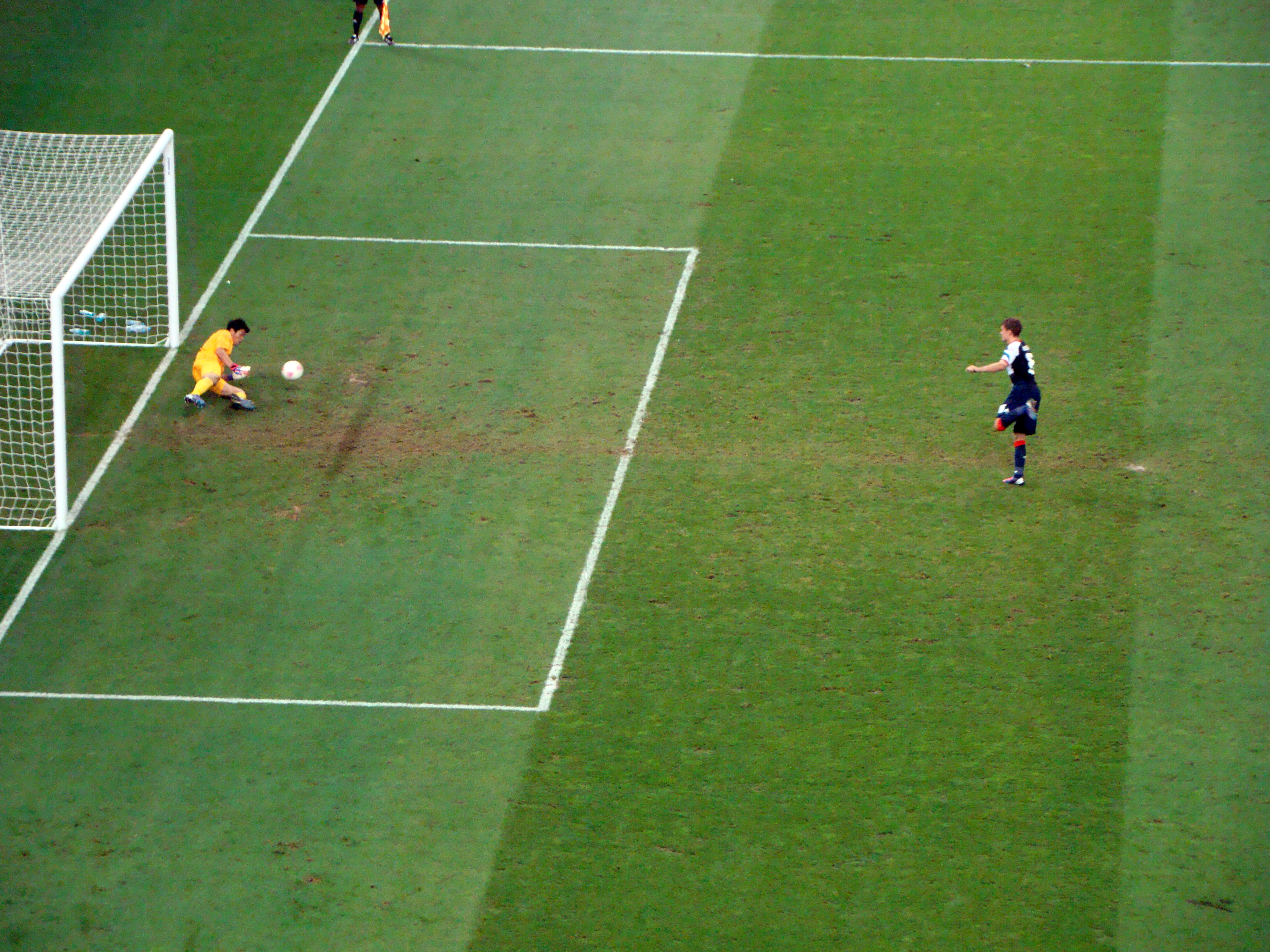
Aaron Ramsey đá hỏng phạt đền ở phút thứ 40 của trận đấu gặp Hàn Quốc.

Ở vòng tứ kết, Vương quốc Anh đối đầu với Hàn Quốc. Trận đấu phải phân định thắng thua bằng loạt sút luân lưu sau khi kết thúc 120 phút với tỷ số là 1–1. Vương quốc Anh đã thất bại tỷ số 4–5, khi Sturridge bỏ lỡ lượt đá thứ 5 của Anh, trong khi Hàn Quốc thực hiện thành công cả 5 lượt sút.

## Cầu thủ

### Bố cục
Thành phần của đội đã thay đổi theo thời gian. Tất cả các cầu thủ trong các đội năm 1908, 1912, 1920 và 1956 đều là người Anh, trong khi những năm khác, các cầu thủ đến từ Bắc Ireland, Scotland và Wales đều được đưa vào. Đội hình năm 2012 có 13 cầu thủ người Anh và 5 người xứ Wales, nhưng không có cầu thủ người Scotland hoặc Bắc Ireland. Jack Butland, thủ môn thứ ba của đội tuyển Anh, là cầu thủ duy nhất được chọn cho cả Thế vận hội và đội tuyển Anh tham dự Giải vô địch bóng đá châu Âu 2012. Ryan Giggs, Craig Bellamy và Micah Richards được chọn làm 3 cầu thủ quá tuổi. Cựu đội trưởng đội tuyển Anh David Beckham đã lọt vào danh sách rút gọn cho Thế vận hội, nhưng bị loại khỏi đội hình cuối cùng.

### Đội hình tham dự Thế vận hội 2012
Đội hình Vương quốc Anh tham dự Thế vận hội Olympic 2012 được công bố vào ngày 2 tháng 7 năm 2012, với Ryan Giggs được bổ nhiệm làm đội trưởng.
- Ba cầu thủ quá tuổi được biểu thị bằng *
- Các câu lạc bộ được liệt kê là những câu lạc bộ đã tổ chức đăng ký của cầu thủ trong Thế vận hội
- Tuổi của cầu thủ được tính vào ngày thi đấu đầu tiên tại Thế vận hội

| 1  | TM | Jack Butland             | 10 tháng 3, 1993 (19 tuổi)  | 5 | 0 | Birmingham City      |  |  |
| 18 | TM | Jason Steele             | 18 tháng 8, 1990 (21 tuổi)  | 1 | 0 | Middlesbrough        |  |  |
|    |    |                          |                             |   |   |                      |  |  |
| 2  | HV | Neil Taylor              | 7 tháng 2, 1989 (23 tuổi)   | 5 | 0 | Swansea City         |  |  |
| 3  | HV | Ryan Bertrand            | 5 tháng 8, 1989 (22 tuổi)   | 4 | 0 | Chelsea              |  |  |
| 5  | HV | Steven Caulker           | 29 tháng 12, 1991 (20 tuổi) | 5 | 0 | Tottenham Hotspur    |  |  |
| 6  | HV | Craig Dawson             | 6 tháng 5, 1990 (22 tuổi)   | 3 | 0 | West Bromwich Albion |  |  |
| 12 | HV | James Tomkins            | 29 tháng 3, 1989 (23 tuổi)  | 2 | 0 | West Ham United      |  |  |
| 14 | HV | Micah Richards*          | 24 tháng 6, 1988 (24 tuổi)  | 5 | 0 | Manchester City      |  |  |
|    |    |                          |                             |   |   |                      |  |  |
| 4  | TV | Danny Rose               | 2 tháng 7, 1990 (22 tuổi)   | 4 | 0 | Tottenham Hotspur    |  |  |
| 7  | TV | Tom Cleverley            | 12 tháng 8, 1989 (22 tuổi)  | 5 | 0 | Manchester United    |  |  |
| 8  | TV | Joe Allen                | 14 tháng 3, 1990 (22 tuổi)  | 5 | 0 | Swansea City         |  |  |
| 11 | TV | Ryan Giggs* (đội trưởng) | 29 tháng 11, 1973 (38 tuổi) | 4 | 1 | Manchester United    |  |  |
| 13 | TV | Jack Cork                | 25 tháng 6, 1989 (23 tuổi)  | 4 | 0 | Southampton          |  |  |
| 15 | TV | Aaron Ramsey             | 26 tháng 12, 1990 (21 tuổi) | 5 | 1 | Arsenal              |  |  |
| 16 | TV | Scott Sinclair           | 25 tháng 3, 1989 (23 tuổi)  | 4 | 1 | Swansea City         |  |  |
|    |    |                          |                             |   |   |                      |  |  |
| 9  | TĐ | Daniel Sturridge         | 1 tháng 9, 1989 (22 tuổi)   | 5 | 2 | Chelsea              |  |  |
| 10 | TĐ | Craig Bellamy*           | 13 tháng 7, 1979 (33 tuổi)  | 5 | 1 | Liverpool            |  |  |
| 17 | TĐ | Marvin Sordell           | 17 tháng 2, 1991 (21 tuổi)  | 3 | 0 | Bolton Wanderers     |  |  |

## Records and statistics

### Các trận chung kết Olympic

#### Năm 1908
| Anh Quốc                   | 2–0    | Đan Mạch |
| -------------------------- | ------ | -------- |
| Chapman 20' · Woodward 46' | Report |          |

#### Năm 1912
| Anh Quốc                                | 4–2    | Đan Mạch       |
| --------------------------------------- | ------ | -------------- |
| Hoare 22', 41' · Walden 10' · Berry 43' | Report | Olsen 27', 81' |